# Эндосонография
Эндосоногра́фия (эндоскопи́ческий ультразву́к) — комбинированное исследование, при котором ультразвуковой датчик с помощью эндоскопа вводится в полость пищевода, желудка или кишечника с целью получить более чёткие изображения глубоко расположенных органов. Может сочетаться с допплерографией для оценки кровотока в сосудах, а также с тонкоигольной аспирационной биопсией.

## Принцип метода
Благодаря высокой частоте (5—20 МГц) ультразвука повышается разрешающая способность исследования, что позволяет различить структуры стенки кишки и прилегающих органов на расстоянии 4—6 см, а также патологические образования малых размеров.

## Применение в диагностике
Эндосонография представляет собой метод уточняющей и дифференциальной диагностики. Заболевания, для выявления которых может использоваться эндоскопический ультразвук:
- Опухоли и кисты поджелудочной железы.
- Панкреатиты (определение показаний для операции).
- Холедохолитиаз.
- Опухоли и воспалительные процессы органов средостения.
- Нейроэндокринные опухоли ЖКТ малого размера.

В исследованиях Старкова, Солодиноной и др. (2009) диагностическая точность эндосонографии в выявлении
плотных опухолей поджелудочной железы составила 94,8 %. Метод является лидирующим в выявлении опухолей сосочка двенадцатиперстной кишки, где его диагностическая точность составляет 97,2 %, что гораздо выше других методов, включая дуоденоскопию.
В диагностике камней желчных протоков (холедохолитиаз) эндосонография с точностью 90,2 % позволяет выявлять конкременты диаметром 3 мм и менее, превышая таким образом, возможности обычного УЗИ и магнитно-резонансной холангиопанкреатографии. Улучшить диагностическую точность метода эндосонографии позволяют такие современные методы диагностики, как тонкоигольная пункция, допплеровское картирование и эластография.